# 이시이 기쿠지로

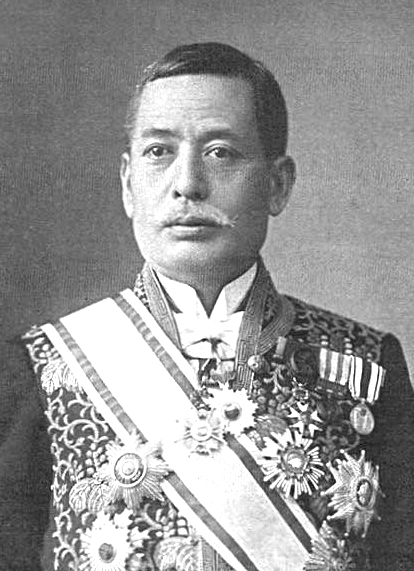
이시이 기쿠지로

이시이 기쿠지로(일본어: 石井菊次郎, 1866년 음력 3월 10일 ~ 1945년 5월 25일) 은 일본 제국의 정치인이자, 외교관이다.
1915년부터 1916년까지 일본 제국의 외무대신 (外務大臣) 을 지냈다. 추밀원 회의에서 일본 제국, 나치 독일, 파시스트 이탈리아의 삼국군사동맹에 반대했으며, 제2차 세계 대전 때 미국의 공습을 받고 사망하였다.
주 이탈리아 대사를 지내고, 전후 A급 전범이 된 시라토리 도시오는 조카에 해당되며, 하이쿠와 단카를 되살린 마사오카 시키는 그의 친척 중 하나이다.